# Richard Brixel

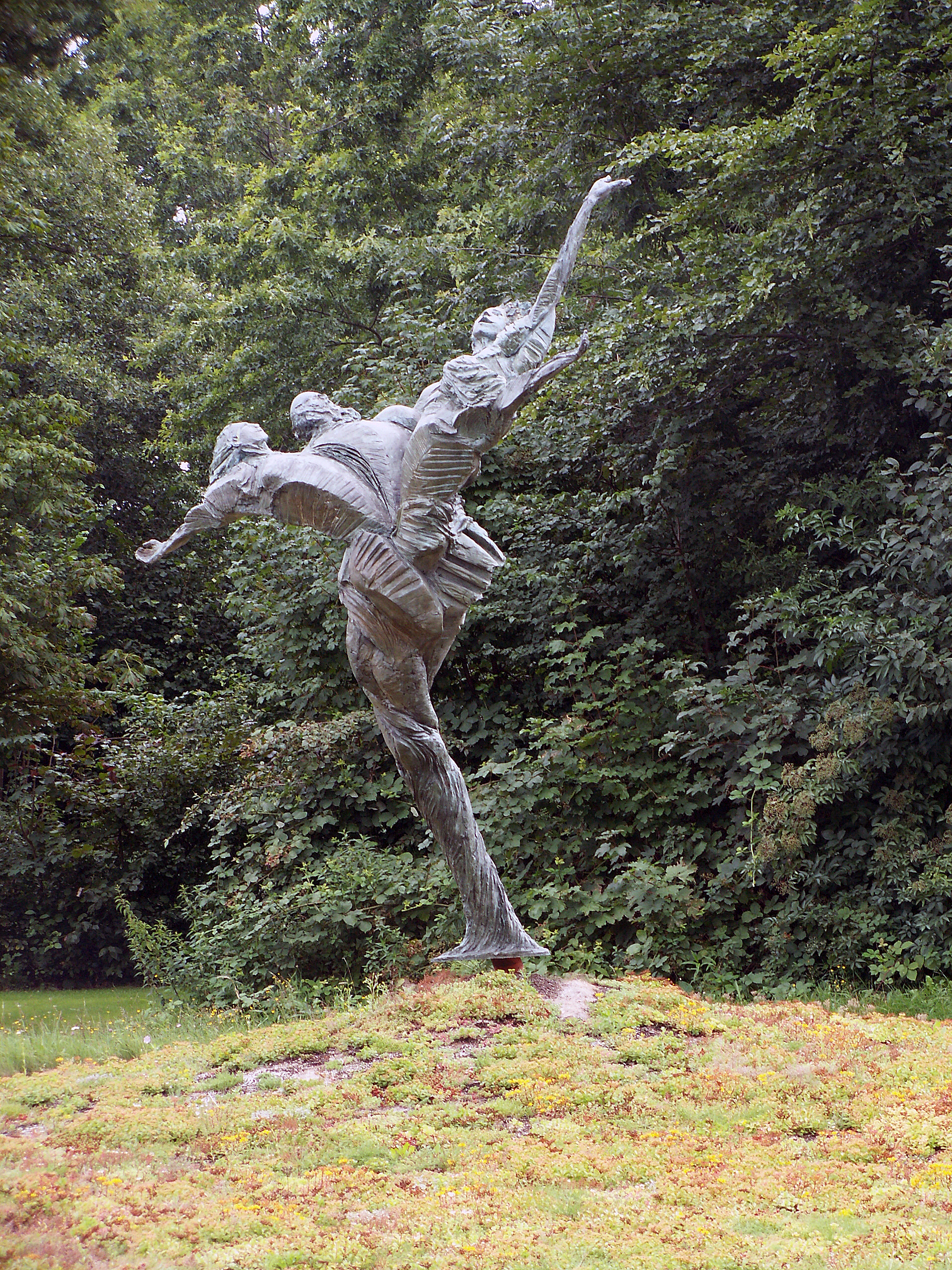
Quatro Amici felici door Richard Brixel in Leusden

Richard Brixel (Stockholm, 12 december 1943 - 3 juli 2019), was een Zweedse beeldhouwer, kunstschilder en tekenaar.

## Leven en werk

### Studie
Richard Brixel werd opgeleid aan de universiteit van Stockholm van 1963-68 en van 1967 tot 1973 aan de kunstacademie in Stockholm. Hij heeft zich verder gespecialiseerd in glasblazen en glasbewerking, keramiekstoken en bronsgieten. Voor deze specialisaties heeft hij veel studiereizen gemaakt, onder andere naar Amerika, Italië en Nederland. Hij heeft hierin ook andere kunstenaars onderwezen.
Brixel is een van de oprichters van een nieuwe kunstopleiding in Örebro, waar hij van 1980 tot 1987 hoofd van de afdeling beeldhouwkunst was. Verder is hij voorzitter geweest van verschillende kunstenaars- en kunstorganen in Zweden. Hij was initiatiefnemer van de Internationale Kunstweek in Zweden en organiseerde in 1986 het eerste symposium in Zweden over computerkunst.

### Studiereizen
Al jong reisde Brixel met zijn ouders door heel Europa, en bezocht hij al op jonge leeftijd allerlei kunstmusea. Op zijn 22e maakte hij een reis naar Griekenland om te helpen bij archeologische opgravingen, maar verdiepte zich liever in Griekse kunst en tekende maandenlang. Later maakte hij studiereizen naar onder andere Italië, Nederland, Zwitserland en Amerika om bronsgieten te leren. Er volgden nog studiereizen naar Japan, Nepal, India, Thailand, Rusland, Roemenië en Mexico. In 2000 reisde hij naar China en gaf een lezing aan de Central Academy of Fine Arts (CAFA) te Beijing. In 2008 installeerde hij daar zijn 4 meter hoge bronzen beeld ”Dream” van drie paarden met ruiters in het Olympisch park.

### Exposities
- Zweden: Stockholm, Örebro, Västerås, Karlskoga, Göteborg, Gerlesborg, Linköping, Värmland, Borås, Enköping, Norrköping, Eskilstuna, Södertälje, Sandviken, Laxå, Helsingborg, Arvika, Arboga, Filipstad, Malung, Varberg, Lindesberg, Kumla, Frövifors, Åkerby, Sculpture Park Virsbo.
- Nederland: Rotterdam, Soest, Vlaardingen, Keukenhof.
- Duitsland: Klosterkielhof, Karlstad, Oldenburg, Bernd Eylers park Bremen.
- Finland: Willman-strand, Helsinki.
- Noorwegen: Vävring.
- Oostenrijk: Wenen.
- Canada: Banff Center, Alberta.
- Monaco: Monte Carlo.
- Italië: Bologna.
- China: Tsinghua Universiteit van Beijing.

## Werken in openbaar bezit
- Balans (1981-85), brons, Stadspark in Örebro
- Waterduivel (1987), brons, concertgebouw van Örebro
- Metamorfose (1985), brons, Örebro-Sörbyängen
- Mona (1987), brons, Åkerby Skulpturpark in Nora
- Kariatide (1991), brons, Smedjebacken in Örebro
- Gevleugelde figuur (1992), brons, Granängsringen in Stockholm
- Vleugel (1992), brons, Serpentinpark, Ladugårdsängen in Örebro
- Vriendschap (1995), brons, universiteit van Örebro
- Landmark (1995), marmer, universiteit van Örebro
- Steendans (1995), marmer, universiteit van Örebro
- Quatro amici felici (1996), brons, Karlskoga
- Thuisreis (1996), brons, Askersund
- Macht (1998), brons, sculptuurproject Konst på Hög, Kumla
- Blad (1999), brons, Örebro
- Golfspelers (2000), brons, golfclub van Kumla
- Kariatide (2001), brons, sculptuurproject Konst på Hög, Kumla
- e = m2 (2001), brons, Eskilstuna
- Quatro amici felici (2001), brons, Leusden
- Bliksem (2002), brons, rotonde in Ludvika
- Monument voor Ronnie Peterson (2003), brons, Örebro
- De gelukkige filosoof van Arboga (2005), brons, ingang plein in Arboga
- Dream (2008), brons, Olympisch park in Peking

## Galerij

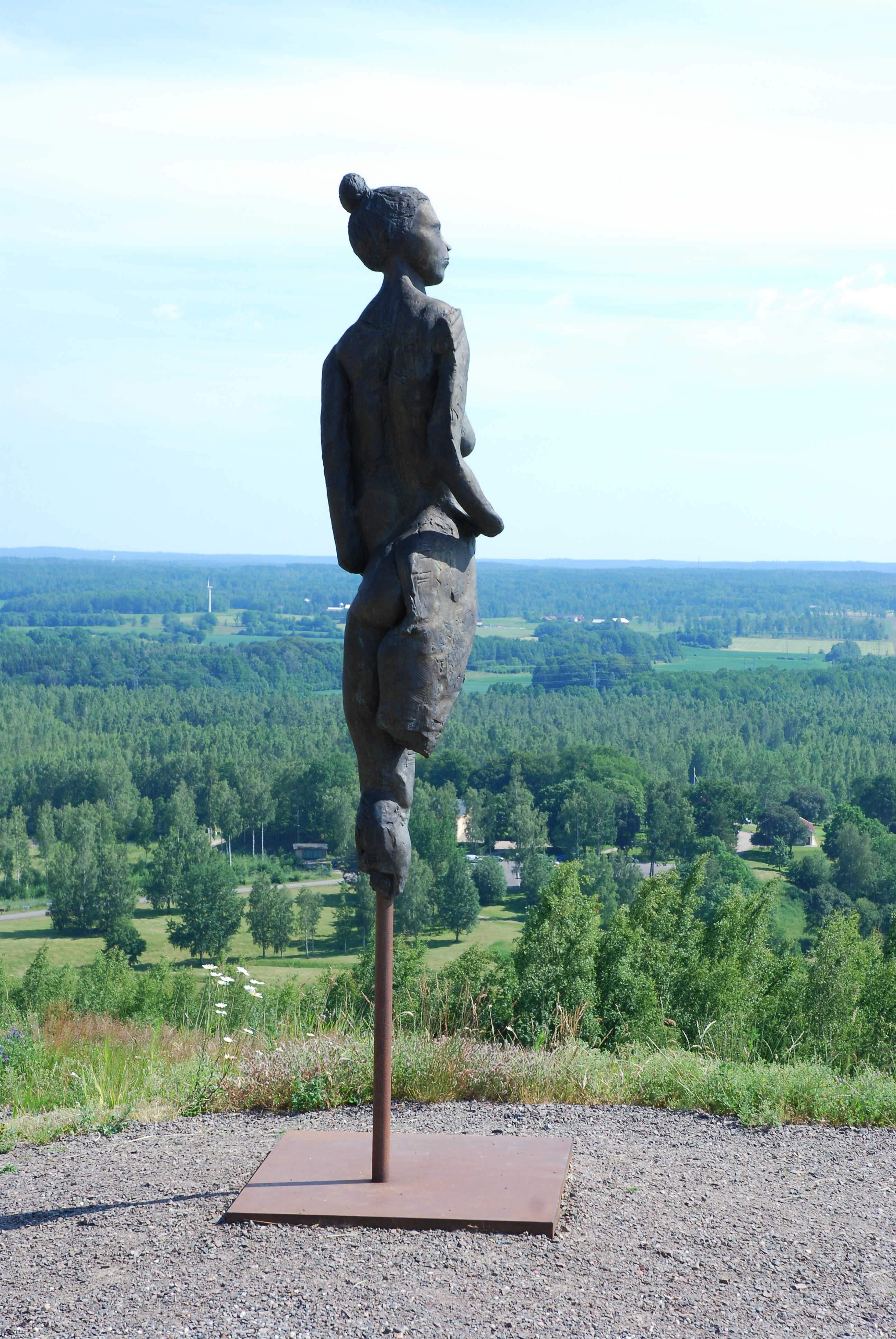
Kariatide in Kvarntorp, Zweden. Brons
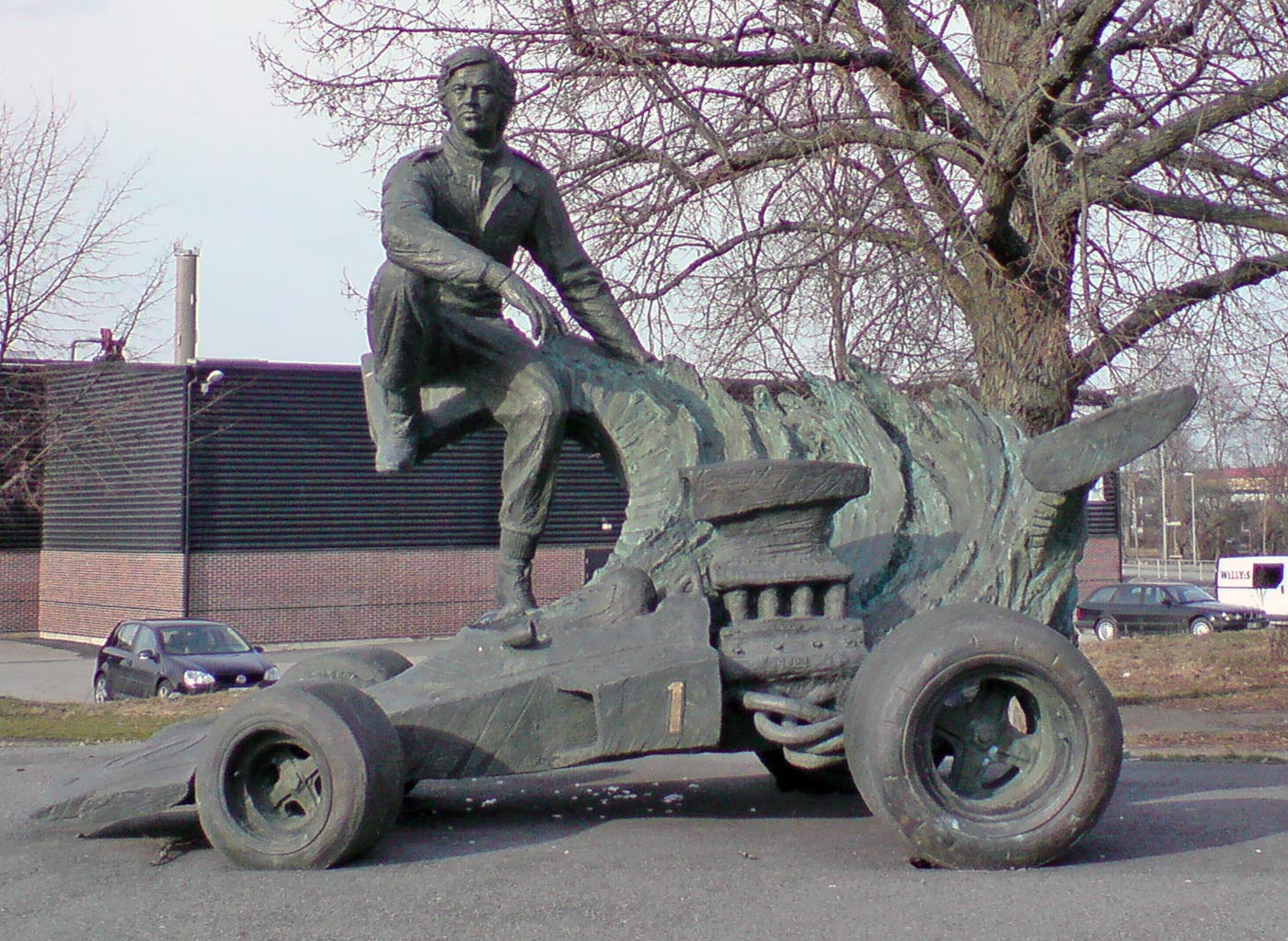
Standbeeld voor autocoureur Ronnie Peterson in Örebro, Zweden. Brons